# Eugen Meier (Komponist)

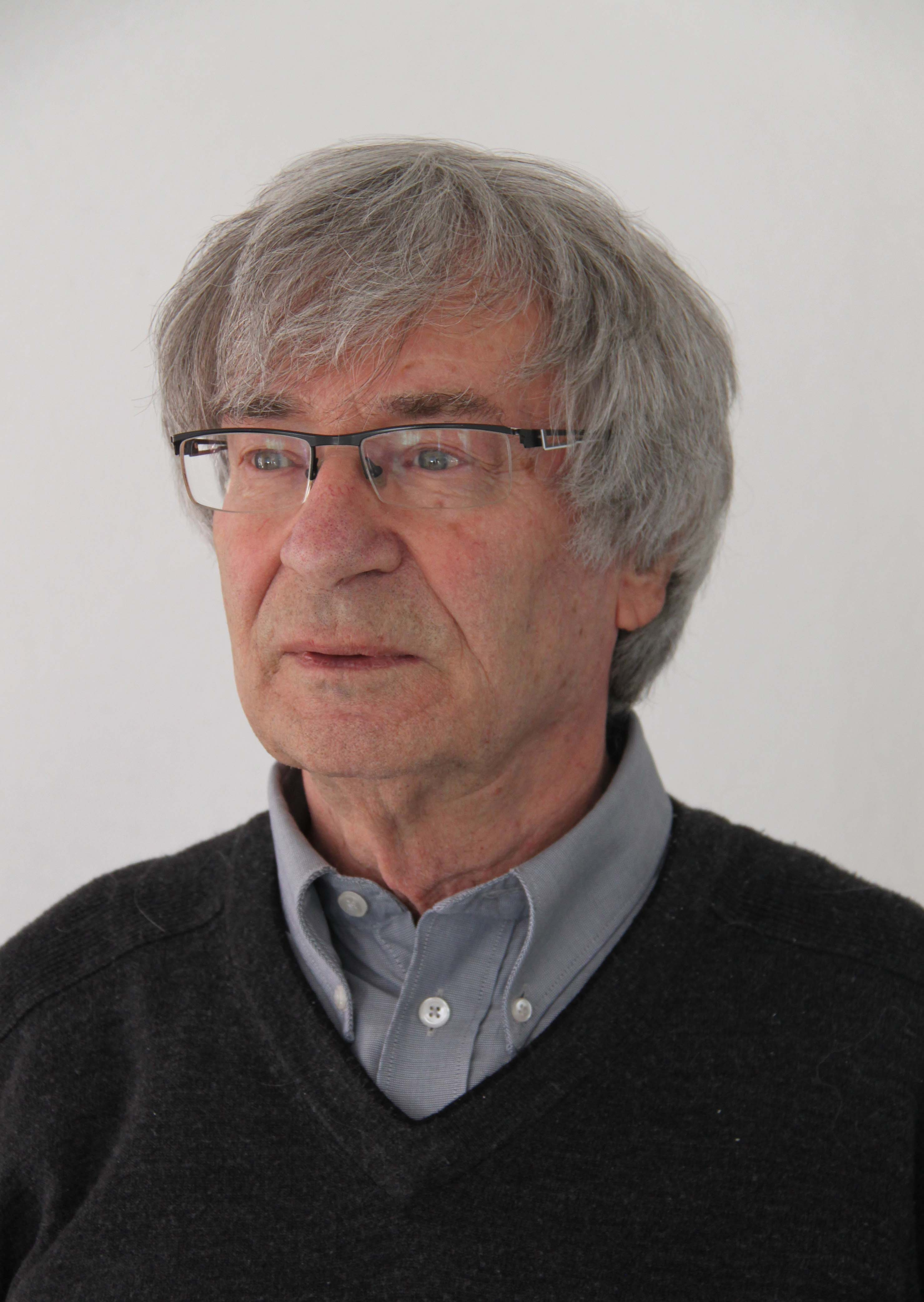
Eugen Meier (2017)

Eugen Meier (* 18. Juni 1934 in Würenlingen) ist ein Schweizer Komponist und Kapellmeister.

## Leben
Eugen Meier unterrichtete nach dem Abschluss seiner Primarlehrerausbildung am Lehrerseminar Wettingen von 1954 bis 1960 als Primarlehrer in der Gemeinde Kaisten und war dort auch als Chorleiter tätig. Er gründete und leitete den Aargauischen Singkreis. Seine musikalische Ausbildung umfasst das Orgellehrdiplom (1960) an der Musikakademie Zürich bei Hans Gutmann, das Sologesangdiplom als Tenor (1962) bei Julius Patzak und Augustin Kubizek, das Chorleiterdiplom bei Reinhold Schmid und das Kapellmeisterdiplom bei Hans Swarowsky an der Akademie für Musik und darstellende Kunst in Wien.
Von 1962 bis 1999 war Meier Musikdirektor in Visp (Kanton Wallis). Als musikalischer Leiter leitete er die örtlichen und regionalen musikschaffenden Vereine: den Männerchor Visp, den St. Martinschor Visp, den Orchesterverein Visp, die «Visper Spatzen», das Oberwalliser Sinfonieorchester (1980–1990), den Walliser Kammerchor (1963–1993) und die Musikgesellschaft «Vispe» (1962–1972). Darüber hinaus unterrichtete er Gesang an den Primar- und Orientierungsschulen in Visp. An der Kirchenmusikschule Oberwallis erteilte er von 1964 bis 1990 Kurse in Dirigieren, Chorleitung und Stimmbildung. Meier verabschiedete sich 1999 von den musikschaffenden Vereinen in Visp mit einem Konzert im Kultur- und Kongresszentrum «La Poste» Visp.
Von 1982 bis 1994 war Meier Mitglied des Kulturrates des Kantons Wallis. Er war Vorstandsmitglied des Schweizerischen Katholischen Kirchenmusikverbands (SKMV) von 1988 bis 1992.
Eugen Meier ist verheiratet mit Ruth Meier-Schnidrig und hat zwei Töchter.

## Musikalisches Schaffen
Meier war Mitbegründer des Walliser Kammerchors, des Oberwalliser Sinfonieorchesters, der Allgemeinen Musikschule Oberwallis (AMO), der Kirchenmusikschule Oberwallis und des Vereins der Organisten und Chorleiter. Er gründete 1978 den Kinderchor «Visper Spatzen».

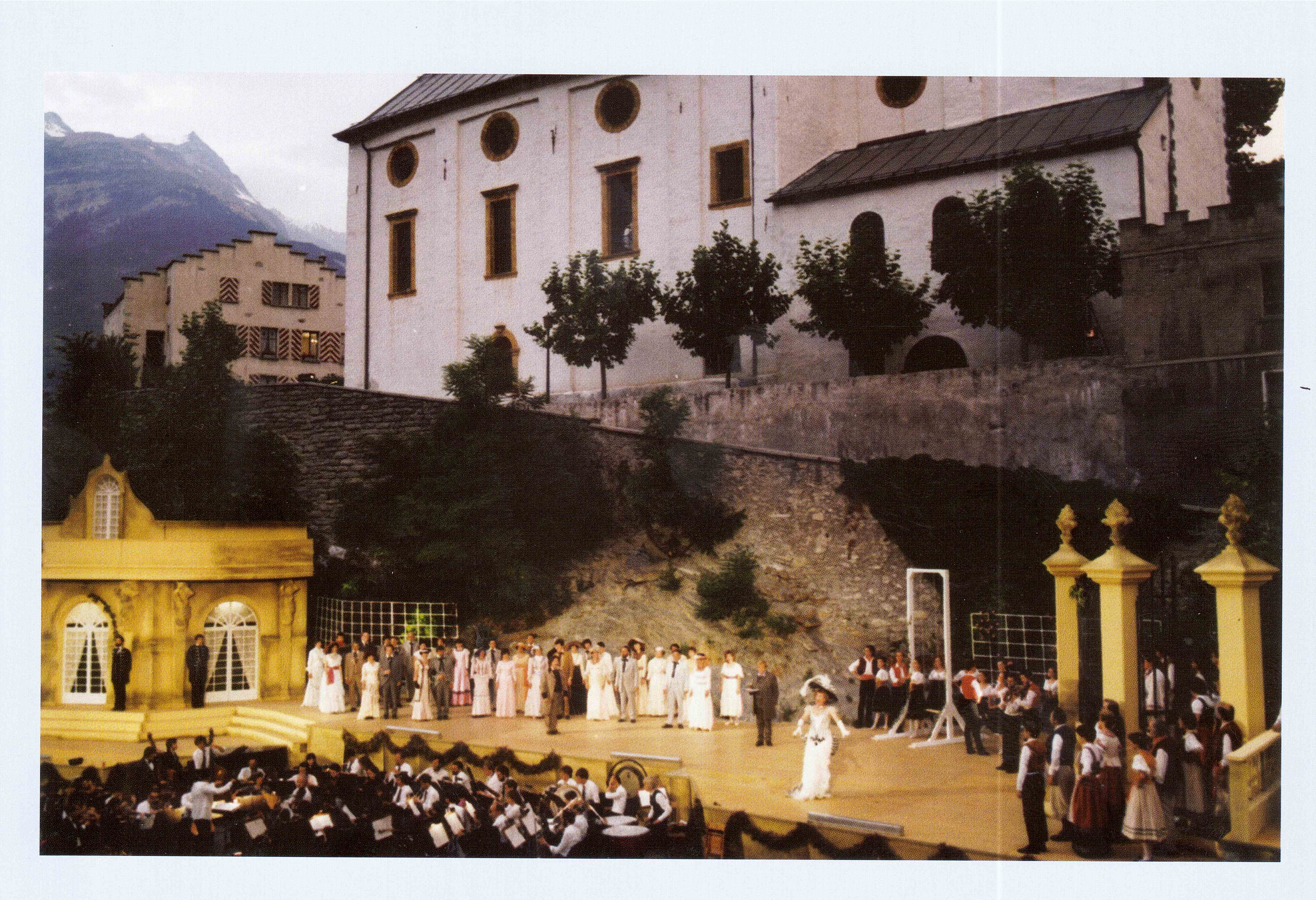
Operette Gräfin Mariza am Gräfibiel in Visp, Kapellmeister Eugen Meier

Meier dirigierte den St. Martinschor (Kirchenchor) bei Gottesdiensten an Sonn- und Festtagen. Daneben hat Meier auch Instrumentalkonzerte, Liederabende, Oratorien (Händel, Haydn, Mendelssohn, Honegger) und Chorwerke, überhaupt profane und geistliche Musik in Konzerten aufgeführt. An diesen wirkten neben den ortsansässigen Chören und Orchestern auch einheimische oder auswärtige Vokalsolisten mit. Gelegentlich wurde der Orchesterpart der Oratorien durch auswärtige Orchester bestritten. So arbeitete Meier mit dem Berner und Bieler Sinfonieorchester, dem Sinfonieorchester Basel, und dem Dirigenten Tibor Varga zusammen.
Meier führte die seit 1936 in Visp bestehende Operetten- und Operntradition weiter. Gemeinsam mit Musikliebhabern begründete er die Visper Freilichtoperetten-Tradition. Unter Mitwirkung der von ihm geleiteten musikalischen Vereine und Freiwilliger wurden zwischen 1969 und 1986 insgesamt fünf Operetten (Strauss, Benatzky, Zeller, Kálmán) als Freilichtspiel am Gräfibiel aufgeführt. In der Folge wurden unter dem Dirigat von Meier im damals neu eröffneten Kultur- und Kongresszentrum «La Poste» in Visp zwei Opern (Weber, Nicolai) zur Aufführung gebracht (1991 und 1997).

## Kompositorisches Schaffen

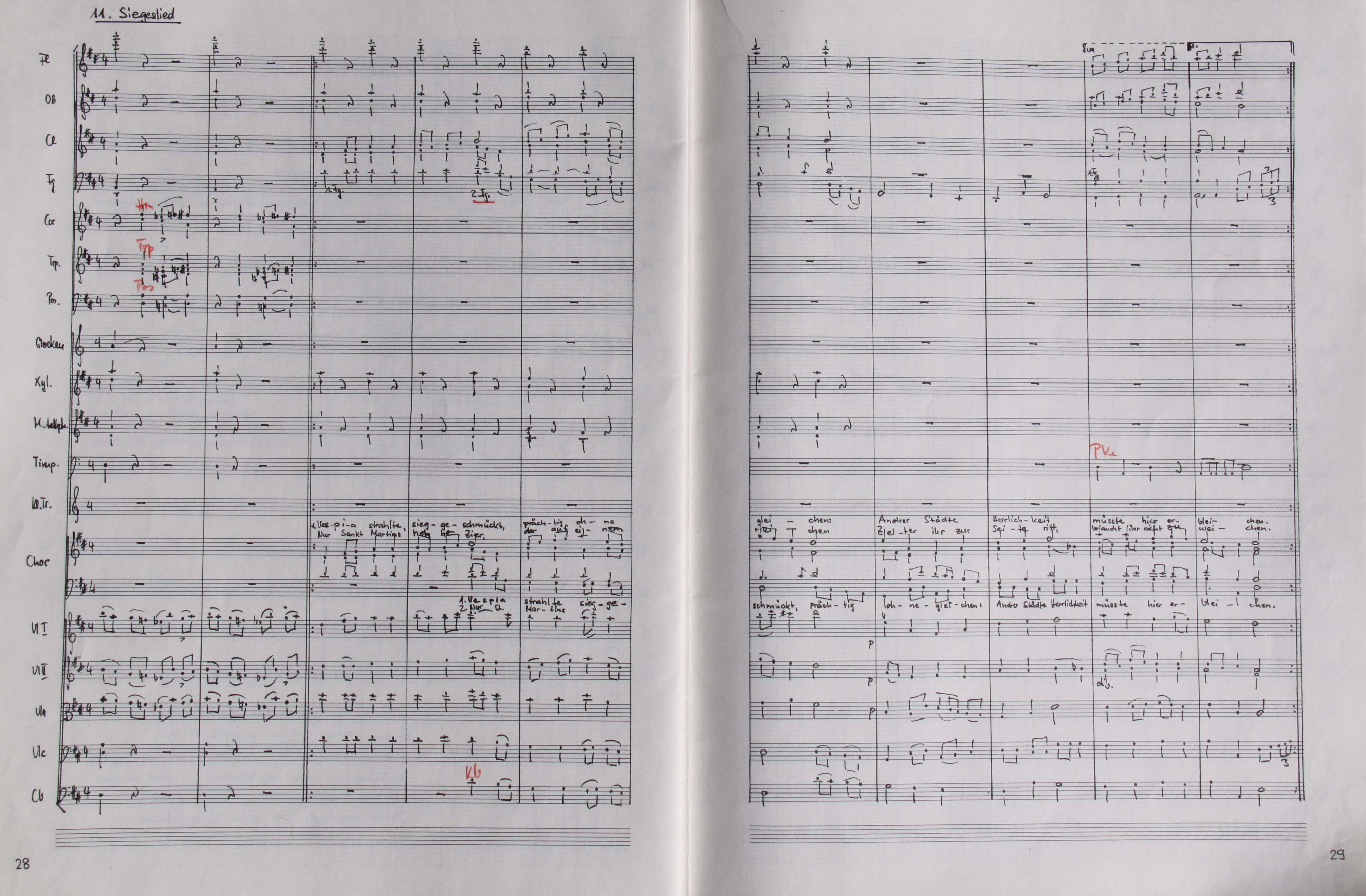
Ausschnitt aus der Mannenmittwoch-Kantate

Als Musikdirektor komponierte Meier vor allem für seine Chöre und gelegentlich für die Orchester. In seinem kompositorischen Œuvre stehen die Vokalkompositionen an erster Stelle. So schuf er Chorwerke für gemischten Chor, Männerchor und Kinderchor und verschiedene Instrumentalkompositionen. Im Zentrum seines Schaffens stehen dabei immer kantable Melodien. Seine erste grössere Komposition, Die Mannenmittwoch-Kantate, schrieb er 1976 nach einem Text von Pfarrer Eduard Imhof.
Seit seiner Pensionierung 1999 fand Meier mehr Zeit, sich dem Komponieren zu widmen. Mehrere Auftragskompositionen entstanden für Institutionen, Chöre, Orchester und Musiker. In  seinen Tonschöpfungen entwickelte er einen «sensiblen, spontanen, durchaus harmonisch modernen, eigenständigen und in den Vokalwerken textdeutenden» Stil. Dabei schöpft er aus der Tonsprache der Klassik und Romantik.  Er pflegt die Gattung der Kantate und des Liedes. Meier schrieb 1965 auch eine Schauspielmusik zu Hugo von Hofmannsthals Jedermann. Der Zyklus Lieder us um Tal (1981) nach walliserdeutschen Texten von Hannes Taugwalder für Singstimme und Klavier lässt seine besondere Neigung und Liebe zur Kunst des Singens erkennen. Im Jahr 2003 bearbeitete der Komponist einige dieser Lieder für vierstimmigen Chor, darunter das Lied Weischus dü?, das mittlerweile zu einem eigentlichen Schweizer Volkslied geworden ist. Am Kantonalen Gesangfest 1994 in Martinach wurde seine Kantate Und Flügel nimmt, wer fliegen kann (Texte: Joseph von Eichendorff) für Gemischten Chor, Männerchor, Soli und Orchester aufgeführt.
Für das Kantonale Gesangfest in Naters 1998 komponierte Meier die Kantate St. Jodern-Kufe (Text: Pfarrer Eduard Imhof) für Soli, Chor und Orchester. Zum 100-Jahr-Jubiläum des Simplontunnels im Jahr 2006 schrieb er die Kantate Berg zur Welt (Text Stefan König). Zur 1500-Jahr-Feier der Abtei Saint-Maurice im Jahr 2015 komponierte er das Werk Lob und Preis ohn' Unterlass für Sinfonieorchester und im gleichen Jahr zur 200-Jahr-Feier des Eintritts der Republik Wallis in die Eidgenossenschaft trug er drei Werke zur Musical-Opèra 13 Sternbilder aus dem Wallis bei. Für den Verein «Carillon plus» schuf er 2016 Teile des Werkes Abklang, ein Werk für Kirchenglocken, Sprecherin, Chor und Orchester. Mit einem eigens komponierten Orchesterwerk Kleine Festmusik gratuliert er dem Orchesterverein Visp (OVV) zum 100-Jahr-Jubiläum (Aufführung Herbst 2017). Für die Christkatholischen Chortage vom Mai 2018 in Zürich komponiert er Chorwerke auf Texte von Bruder Klaus und Franz von Assisi.
Für das Oberwalliser Vokalensemble (OVE) schuf Meier mehrere Chor-Werke, (Sehnsucht und Nachtgruss nach Texten von Joseph von Eichendorff) und eine Bearbeitung von fünf Volksliedern aus der Schweiz. Mit den erwähnten Werken und weiteren Kompositionen Meiers ist das OVE an internationalen Chorwettbewerben aufgetreten. Hervorgetan hat sich Meier auch durch die Bearbeitung fremder Werke und deren Anpassung an die Möglichkeiten der von ihm dirigierten Chöre. Zu Liedern schrieb er 4-stimmige Sätze und Klavier- bzw. Orchester-Begleitungen.

## Werkverzeichnis

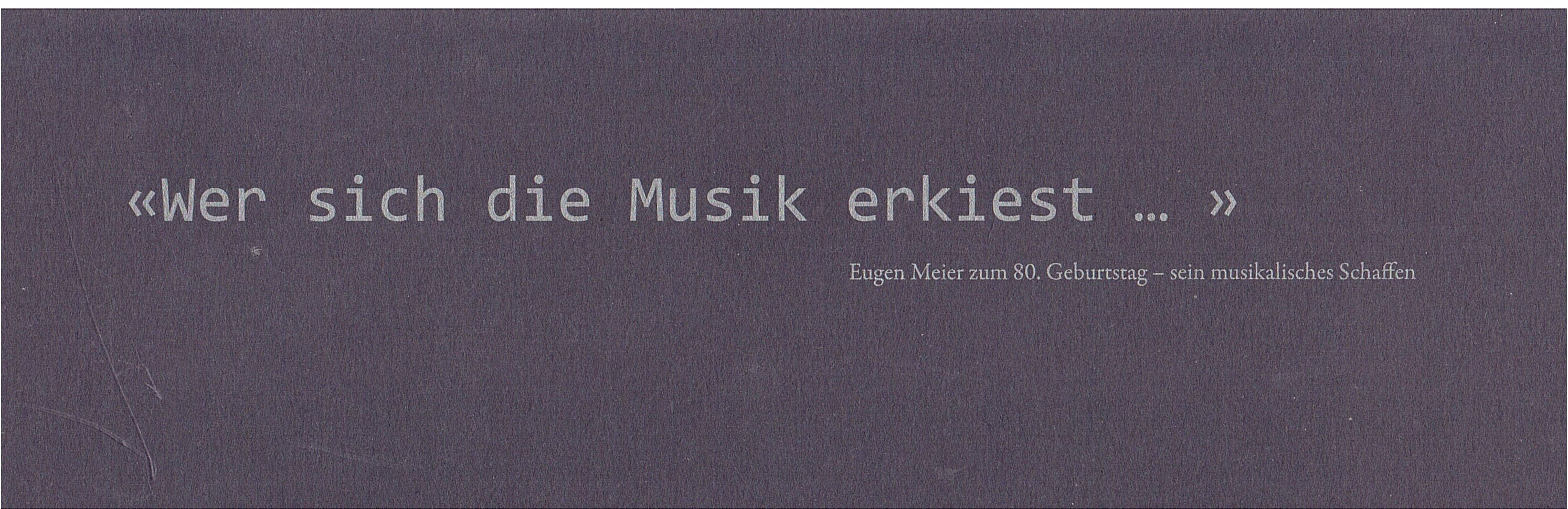
Buchgabe zum 80. Geburtstag

Die Festschrift Wer sich die Musik erkiest …, welche von Alois Grichting zum 80. Geburtstag des Komponisten verfasst und von seiner Tochter Sara gestaltet wurde, enthält zum kompositorischen Schaffen Meiers ein detailliertes Werkverzeichnis. Ein vollständiges Werkverzeichnis findet sich auf der Website von Eugen Meier.
Ebenso führt das Handbuch Schweizer Chor-Komponisten (Musikverlag Hug) ein ausführliches Werkverzeichnis des Komponisten auf.
Erwähnt sind hier einige grössere Kompositionen:
- Schauspielmusik zu Jedermann, Text Hugo von Hofmannsthal, gem. Chor SSATB, kleines Orchester, 1965
- Die Mannenmittwoch-Kantate, Text Pfr. Eduard Imhof, gem. Chor und Männerchor SSATB, grosses Orchester, 1976
- Unter Sternen, Text Gottfried Keller, gemischter Chor SATB und Kinderchor SSA, Solo-Bariton, grosses Orchester, 1980
- Und Flügel nimmt, wer fliegen kann, Text Joseph von Eichendorff, gemischter Chor und Männerchor SSATB u. TTBB, Solo-Sopran u. Solo-Bariton, grosses Orchester, 1993
- St. Jodern-Kufe, Text Pfarrer Eduard Imhof, gemischter Chor, Soli, grosses Orchester, 1998
- Berg zur Welt, Text Stefan König, gemischter Chor, Soli, grosses Orchester, 2006
- Concertino für Englischhorn, 2009
- Lob und Preis ohn' Unterlass, für Sinfonieorchester, 2015, zum 1500-jährigen Bestehen der Abtei St. Maurice (Kanton Wallis)
- 13 Sternbilder aus dem Wallis, 4 Teile des Musicals, Auftragswerk zum 200-jährigen Beitritt des Wallis zur Eidgenossenschaft, 2015
- Abklang, 5 Teile für ein Carillonprojekt in der Pfarrkirche Glis, 2016
- Kleine Festmusik, für Orchester, 2017 zum 100-jährigen Bestehen des Orchestervereins Visp (OVV)
- Das Gebet des Bruder Klaus, gemischter Chor a-cappella, 2017
- Herr, mach mich zum Werkzeug deines Friedens, gemischter Chor, Soli, Kammerorchester und Orgel, 2017

## Auszeichnungen

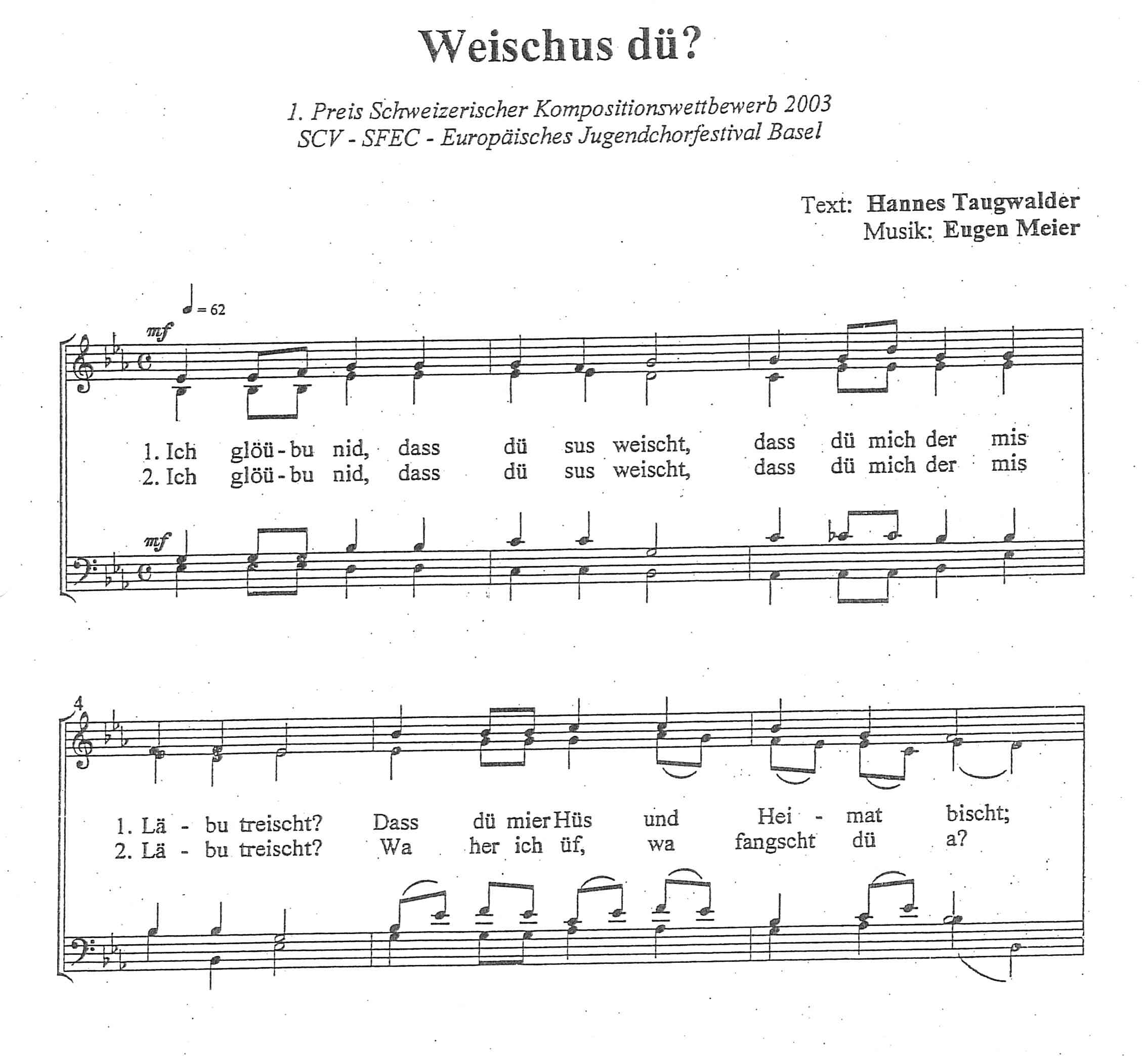
Ausschnitt aus Weischus dü?

Meier hat für seine Kompositionen an verschiedenen  Kompositionswettbewerben für seine Lied- und Chormusik erste Preise erhalten. So erhielt er 1988 für sein eigens für den Aargauer Maienzug komponiertes Lied den 1. Preis der Stadt Aarau. Im Jahr 2003 errang er mit vier Liedern für gemischten Chor (Texte von Hannes Taugwalder), darunter das Lied Weischus dü?, den 1. Preis beim Kompositionswettbewerb der Schweizerischen Chorvereinigung (SCV), des Europäischen Jugendchor Festivals in Basel (EJCF) und der Föderation Europa Cantat (SFEC) und im Jahr 2012 den 1. Preis anlässlich des 3. Alpenchor Festivals in Brig mit dem Werk Sonett 18 (Text von William Shakespeare in einer walliserdeutschen Übersetzung von Markus Marti).

## Ehrungen
Meier erhielt 1987 in Würdigung des musikalischen Gesamtschaffens den Kulturpreis der Gemeinde Visp. Damit ehrte die Gemeinde ihren Musikdirektor für sein musikpädagogisches Schaffen in Gemeinde und Pfarrei. Die von ihm geleiteten Vereine ernannten ihren Dirigenten in Anerkennung der von ihm geleisteten Arbeit zum Ehrenmitglied bzw. zum Ehrendirigenten. Im Jahr 2022 ehrte die Stiftung „Divisionär F.K. Rünzi“ Meier für sein Lebenswerk mit dem Rünzi-Preis.

## Künstlerische Arbeit
Während seiner Zeit als Musikdirektor von Visp, vor allem aber seit seiner Pensionierung, nutzt er seine freie Zeit zu künstlerischem Schaffen. So schuf er Aquarelle und einige Plastiken. Meier liebt das lichte, flüchtige Aquarell. Hauptmotive seines malerischen Schaffens sind Schmetterlinge, Blumen und vereinzelt auch Landschaften. Die Plastiken schuf Meier aus weichem Stein. Das Hauptobjekt ist dabei der menschliche Körper, den er zumeist als Torso aus der amorphen Steinmasse äusserst fein herausarbeitet.

## Tonträger
- CD Lieder us um Tal nach Gedichten in Walliser Mundart von Hannes Taugwalder; Lisette Steiner, Sopran; Norbert Carlen, Bariton; Rachel Eisenhut, Klavier
- CD Lieder us um Tal und andere Lieder, An Homage to Swiss Art Song; Franziska Andrea Heinzen, Sopran; Benjamin Mead, Klavier